# Рагланд (Алабама)
Рагланд (енгл. Ragland) град је у америчкој савезној држави Алабама. По попису становништва из 2010. у њему је живело 1.639 становника.

## Демографија
Према попису становништва из 2010. у граду је живело 1.639 становника, што је 279 (14,5%) становника мање него 2000. године.
| Група             | 2000.         | 2010.         |
| Белци             | 1.576 (82,2%) | 1.353 (82,6%) |
| Афроамериканци    | 326 (17,0%)   | 252 (15,4%)   |
| Азијати           | 1 (0,1%)      | 2 (0,1%)      |
| Хиспаноамериканци | 0 (0,0%)      | 5 (0,3%)      |
| Укупно            | 1.918         | 1.639         |